# Водолюб малий жовтоногий
Водолюб малий жовтоногий (Hydrochara flavipes) — вид водних жуків родини водолюбів (Hydrophilidae).

## Поширення
Палеарктичний вид. Досить поширений в Європі, трапляється в Північній Африці (Марокко, Єгипет), Туреччині, Іраку, Ірані та Середній Азії (включаючи Афганістан та провінцію Сіньцзян на заході Китаю). Мешкає у невеликих водоймах, ставках і мертвих рукавах річок, від низин до пагорбів, іноді також у горах.